# 瓦迪斯瓦夫一世·赫爾曼

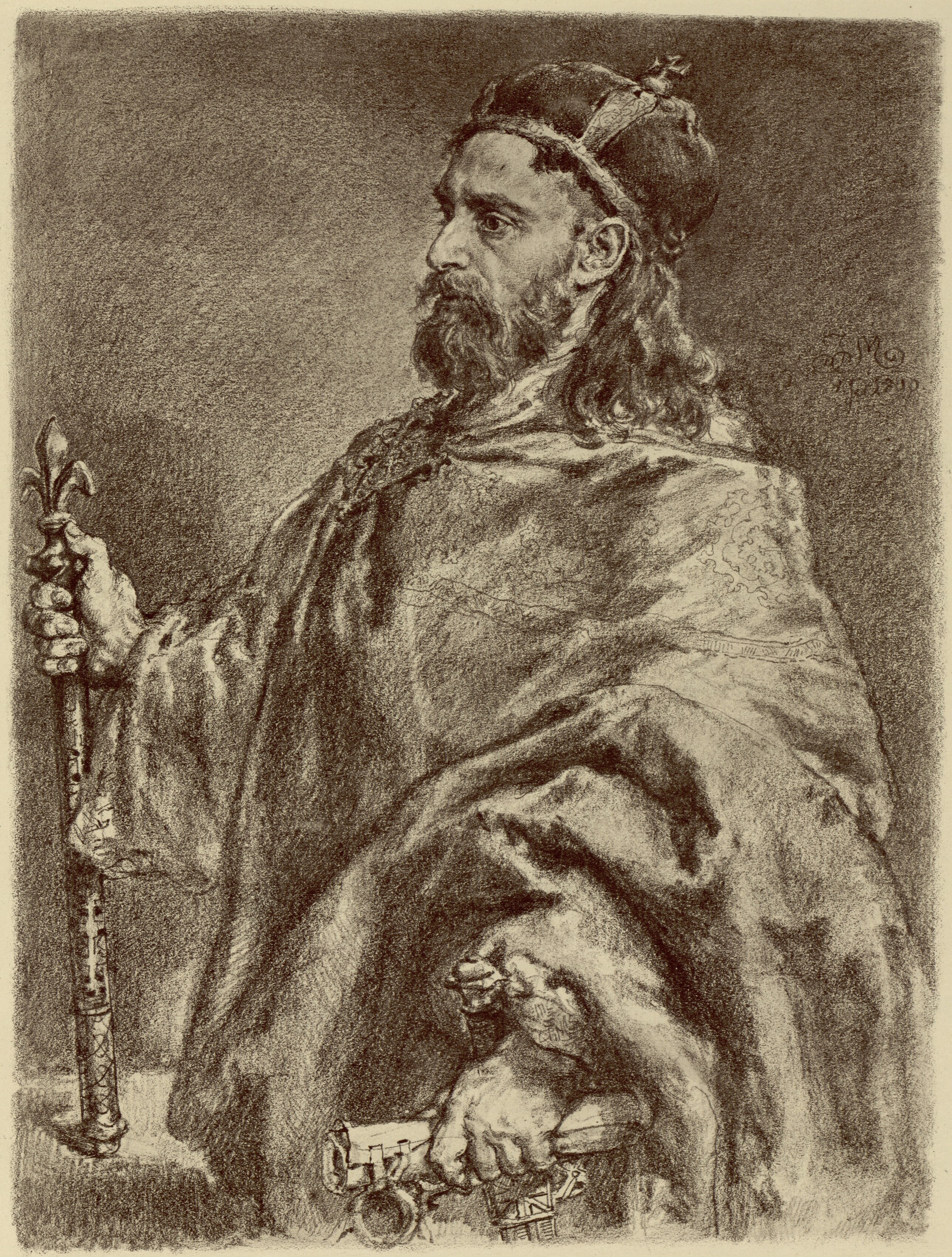
瓦迪斯瓦夫一世·赫尔曼

瓦迪斯瓦夫一世·赫尔曼（波兰语：Władysław I Herman，1044年～1102年6月2日）皮亚斯特王朝的波兰公爵（1079年～1102年在位）。

## 事迹
瓦迪斯瓦夫一世是波兰公爵卡齐米日一世之子，母亲是基辅大公弗拉基米尔·斯维亚托斯拉维奇的女儿多布羅涅加-瑪麗亞·弗拉基米羅芙娜。在卡齐米日一世去世后，瓦迪斯瓦夫的哥哥波列斯瓦夫二世继承了公爵称号和波兰的主要领地（大波兰，小波兰，马佐夫舍，波美拉尼亚和西里西亚），后来又因在主教叙任权之争中支持教皇额我略七世反对神圣罗马帝国皇帝亨利四世而被教皇赠予国王称号（波兰统治者的国王地位在1030年代的内战中失去）；而瓦迪斯瓦夫和另一个兄弟梅什科则获得了其它一些领地。波列斯瓦夫二世在统治末期因过度卷入外国事务而导致国内封建主的不满。1079年，波兰贵族发动叛乱推翻了波列斯瓦夫二世，并将之驱逐。贵族们拥立瓦迪斯瓦夫为君主；为了与贵族妥协，瓦迪斯瓦夫再次放弃了国王头衔，而恢复使用公爵头衔。
瓦迪斯瓦夫一世的统治非常软弱，贵族们各行其是。他与皇帝亨利四世维持和平。在瓦迪斯瓦夫一世在位时期，实际权力掌握在他的宠臣谢切赫手里。谢切赫的跋扈导致贵族在1090年代发动叛乱，他们支持公爵的两个儿子兹比格涅夫和波列斯瓦夫反对他。1099年，瓦迪斯瓦夫一世被叛乱者打败，被迫放逐谢切赫并封给两个儿子大片领地，实际上使国家分裂。兹比格涅夫获得了大波兰和库亚维，波列斯瓦夫获得了小波兰，瓦迪斯瓦夫本人只保住了马佐夫舍。1102年，瓦迪斯瓦夫一世在忧患中去世。

## 家庭
妻子：
1. 尤迪丝·普热米斯尔，波希米亚公爵弗拉季斯拉夫二世的女儿
2. 士瓦本的尤迪丝，神圣罗马帝国皇帝亨利三世的女儿

子女：
1. 波列斯瓦夫三世，尤迪丝·普热米斯尔所生
2. 阿格尼斯，士瓦本的尤迪丝所生

兹比格涅夫是瓦迪斯瓦夫一世的私生子。

## 家系
| 瓦迪斯瓦夫一世 | 父亲： 波兰国王卡齐米日一世                      | 祖父： 波兰国王梅什科二世                    | 祖父之父： 波兰国王波列斯瓦夫一世              |
| 瓦迪斯瓦夫一世 | 父亲： 波兰国王卡齐米日一世                      | 祖父： 波兰国王梅什科二世                    | 祖父之母： 卢萨蒂亚公爵小姐埃姆尼尔达          |
| 瓦迪斯瓦夫一世 | 父亲： 波兰国王卡齐米日一世                      | 祖母： 洛林-普法尔茨伯爵小姐洛林的里谢扎     | 祖母之父： 洛林-普法尔茨伯爵洛林的埃佐         |
| 瓦迪斯瓦夫一世 | 父亲： 波兰国王卡齐米日一世                      | 祖母： 洛林-普法尔茨伯爵小姐洛林的里谢扎     | 祖母之母： 德意志公主萨克森的玛蒂尔德          |
| 瓦迪斯瓦夫一世 | 母亲： 罗斯公主 多布羅涅加-瑪麗亞·弗拉基米羅芙娜 | 外祖父： 基辅大公弗拉基米尔·斯维亚托斯拉维奇 | 外祖父之父： 基辅大公斯维亚托斯拉夫·伊戈列维奇 |
| 瓦迪斯瓦夫一世 | 母亲： 罗斯公主 多布羅涅加-瑪麗亞·弗拉基米羅芙娜 | 外祖父： 基辅大公弗拉基米尔·斯维亚托斯拉维奇 | 外祖父之母： 玛露莎                            |
| 瓦迪斯瓦夫一世 | 母亲： 罗斯公主 多布羅涅加-瑪麗亞·弗拉基米羅芙娜 | 外祖母： 拜占庭公主安娜                      | 外祖母之父： 拜占庭帝国皇帝罗曼努斯二世        |
| 瓦迪斯瓦夫一世 | 母亲： 罗斯公主 多布羅涅加-瑪麗亞·弗拉基米羅芙娜 | 外祖母： 拜占庭公主安娜                      | 外祖母之母： 狄奥凡诺皇后                      |

## 资料来源
- Lukowski & Zawadzki, A Concise History of Poland, 2001
- Pogonowski, Poland, an Illustrated History, 2000